# Saints Row: The Third
Saints Row: The Third é um jogo de ação e aventura, em mundo aberto, desenvolvido pela Volition, Inc. e publicado pela THQ. Foi lançado em 15 de Novembro de 2011 nos Estados Unidos e a França e a 18 de Novembro na Europa para Microsoft Windows, PlayStation 3, Xbox 360 e OnLive. É o terceiro título da série Saints Row, após o lançamento de Saints Row 2 em 2008. Como em Saints Row 2, o jogador controla o líder da Third Street Saints. O mundo do jogo é a cidade fictícia de Steelport, e a historia é de ação e aventura.
No entanto, em 22 de maio de 2020, Deep Silver lançou Saints Row: The Third Remastered para Xbox One, PlayStation 4 e PC, através da Epic Games Store. A versão foi completamente atualizada e melhorado para as especificações da nova geração de consoles, nove anos após o lançamento original.
Anos após tomarem posse de Stilwater, os Third Street Saints deixaram de ser uma gangue de rua e se transformaram em uma marca conhecida, com tênis Saints, energéticos Saints e bonecos do Johnny Gat disponíveis na loja mais próxima. Mantendo o status de celebridades, os Saints são os reis de Stilwater. A Syndicate, uma lendária fraternidade do crime com membros espalhados pelo mundo todo, está de olho nos Saints e exige a sua parte.
Após a sua recusa, Steelport será o cenário da batalha – uma metrópole com um passado glorioso, mas reduzida agora a uma cidade decadente sob o controle da Syndicate.

## Enredo
A história se passa em 2016, 5 anos após ter derrotado seus rivais de Stilwater, ao final de Saints Row 2, e derrubado a influência da Corporação Ultor. Nesse ponto, os Third Street Saints se transformaram em superstars nacionais. Promovendo linhas de roupas, bebidas energéticas, e juntando milhões de fãs pelo país inteiro. Após falhar em assaltar um banco em Stilwater, eles descobrem que tal banco era dirigido pela Syndicate, uma organização criminosa internacional liderada por Phillipe Loren. Depois de subornar a polícia e capturar o líder dos Saints, juntamente com Johnny Gat e Shaundi, Loren tenta negociar um plano de negócios com eles, a bordo de seu jato particular. Enquanto em voo, Loren diz que eles terão permissão para viver e continuar atuando em Stilwater se eles aceitarem o tal acordo, o qual dita que eles deverão conceder dois terços de sua renda para a Syndicate. O líder dos Saints rejeita a oferta, e quando Loren resolve matá-los, Gat o ataca e toma controle da nave, enquanto o líder dos Saints e Shaundi tentam encontrar uma saída. Gat é dado como morto.

Imagem de Steelport, cidade fictícia onde se desenrola a acção de Saints Row: The Third.

Com a Syndicate em pleno controle de Stilwater, os Saints deslocam-se até a cidade de Steelport. Pierce é instruído a permanecer em Stilwater para garantir que tudo corra bem. Steelport é uma cidade que foi criada para fábricas e floresceu com um planeamento deficiente, desde que sofreu de insuficiência econômica, contrastando com o glamour de Stilwater. A Syndicate já começou a tomar o controle de algumas partes do Steelport, com foco em mercadorias e jogos de azar. Para estender seu alcance, a Syndicate tinha dividido o seu controle da cidade . Os The Morning Star, liderado por Loren diretamente, normalmente são os homens europeus com gosto impecável que vendem armas. Os Luchadores, liderados pelo competidor de luta livre Eddie 'Killbane' Pryor, e os Deckers, liderados por Matt Miller, hacktivista. Estes são gênios de computador e possuem muitas tecnologias avançadas. Nisso, os Saints vêem a oportunidade de assumir o controle de Steelport desses grupos, um de cada vez. Conforme a guerra entre gangues se intensifica, o governo envia até Steelport a Unidade Especial Tática Anti Gangues (STAG), que tentará interromper qualquer atividade efetuada pelos Saints ou pela Syndicate utilizando-se de extrema força.
Muito parecido com jogos anteriores da série Saints Row, várias celebridades dão a sua voz aos personagens do jogo. Daniel Dae Kim, ator americano, representa seu papel como Johnny Gat, Sasha Grey, ex-atriz pornô, dá voz a Viola DeWynter, Hulk Hogan, wrestler profissional, dá voz ao aliado dos Saints, Angel De LaMuerte, e Natalie Lander, atriz americana, que dá voz à ex-agente do FBI e aliada dos Saints, Kinzie Kensington. O designer de jogos, Tomonobu Itagaki também é estrela no jogo como personagem jogável.
Após os Saints matarem Philippe Loren, forçarem Matt Miller a sair de Steelport e entregar seus recursos aos Saints, e humilharem publicamente Killbane, o desmascarando em rede nacional, uma imensa guerra se inicia nas ruas de Steelport entre Luchadores, Saints e STAG. O líder dos Saints se vê diante de uma escolha: matar Killbane que está fugindo de Steelport ou salvar Shaundi e Viola, que foram presas à bombas pela senadora Monica Hughes juntamente com a STAG numa estátua.
- Final Ruim: Matar Killbane

Caso o jogador escolha matar Killbane e sacrificar Shaundi, Angel De LaMuerte e o líder dos Saints irão explodir o avião de Killbane. Falhando em matá-lo na explosão, o líder dos Saints e Killbane se enfrentam, resultando na morte de Killbane. As bombas na estátua explodem e derrubam a estátua, matando Shaundi, Viola e o Prefeito Reynolds. O líder dos Saints então, após tomar o controle de uma emissora de TV, aparece em rede nacional para um discurso, e declara que Steelport está sob completo controle dos Saints, e que o governo americano não tem mais autoridade sob o local.
O jogo termina com Pierce se tornando o novo prefeito de Steelport e declarando estado marcial.
- Final Bom: Salvar Shaundi

Caso o jogador decida salvar Shaundi e deixar Killbane fugir, o líder dos Saints irá salvar Shaundi e evitar que as bombas explodam, salvando então a estátua. os Saints então são vistos como heróis pela imprensa e pela população de Steelport. Nesta situação, a senadora Hughes não vê outra alternativa a não ser desligar a STAG de Steelport e deixar os Saints livres. O jogo termina com os Saints gravando uma série de TV chamada Gangstas in Space, onde vão para Marte atrás de Killbane.

## Jogabilidade
The Third mantém a mistura de ação em terceira pessoa e sequências de condução em mundo aberto, um formato de guerra urbana que é tradicional na série Saints Row. O jogador, como o líder da Third Street Saints, pode explorar a cidade de Steelport, realizando missões principais para o progresso da história do jogo e missões secundárias. Estas missões secundárias incluem atividades, mini-jogos iniciadas em vários pontos no mundo do jogo, fortalezas, bases de gangues rivais que podem ser tomadas para controlar mais de uma seção de Steelport e; Flashpoints, guerra de gangues. A conclusão com êxito das missões pode o jogador ganhar dinheiro, armas, carros e respeito de gangue. Nos anteriores jogos Saints Row utilizava-se o respeito como uma maneira de desbloquear missões da história; o respeito em The Third usa-se como pontos de experiência que o jogador pode então usar para melhorar atributos específicos de seu caráter, tais como habilidades de combate corpo a corpo ou armas de fogo. Um sistema de nivelamento é introduzido, e o jogador seleciona esses atributos, ou "benefícios", cada vez que o personagem do jogador é sobe no nivel. O dinheiro pode ser usado para comprar itens de vestuário, armas e carros, ou pode ser usado para atualizar as armas e os carros com características únicas, como a adição de escopos ou barris extra para uma arma, que são então armazenados no arsenal do jogador. Dinheiro também pode ser usado para atualizar o gangue Saints, personalizar a sua aparência, roupas, e sede. O sistema "Initiation Station", permite aos jogadores carregar suas personagem criadas para a comunidade on-line de The Third, e baixar criações de outros jogadores para usar no seu jogo. Dentro do The Third, o jogador pode definir até quatro estilos de aparência diferentes para o seu gangue. Finalmente, o dinheiro também é usado para compra de lojas e outras propriedades dentro de Steelport, que por sua vez, irá tornar-se um fluxo estável de renda para o grupo ao longo do tempo.
Ao completar algumas missões, o jogador pode ser dada uma escolha de opções para finalizar a missão. Por exemplo, eles podem optar por destruir o barco de um gang rival, incluindo as prostitutas a bordo, ou em vez capturá-lo, e enviar as prostitutas para a sede dos Saints para elevar o moral da turma. Em outro caso, o jogador tem a opção de usar uma bomba gigantesca para demolir um dos arranha-céus na cidade, embora eles vão ganhar um grande respeito pela acção, que irá alterar o horizonte da cidade para o resto do jogo e causar as personagens não-jogáveis a reagir de forma diferente para com os Saints, deixando de pé a construção permite que seja usado como uma sede para o Saints. Novas atividades foram introduzidas ao lado de muitos dos anteriores jogos Saints Row.

Em The Third o jogador tem a possibilidade de realizar ataques aéreos com aviões VTOL.

O Arsenal do jogador é apresentado como uma bússola pop-up através do qual as armas são equipadas com o stick analógico. Os jogadores irão ganhar a habilidade de invocar os ataques aéreos sobre os inimigos acampados, ou usar um bug do controle remoto elétrico para controle de veículos remotamente. Ao contrário dos dois primeiros jogos, não há itens de recuperação de saúde em favor da melhoria do sistema de granadas; em troca, a saúde do jogador irá se regenerar mais rapidamente, desde que fique fora da linha de fogo. Quase todas as ações no jogo pode ser aceleradas mantendo um botão segundo controlador, apelidado pela Volition, Inc. como o "botão altamente", por exemplo, quando ao assaltar um carro, mantendo este botão pressionado fará com que o personagem do jogador faça um chuto de míssil atirando o condutor para fora do banco, num curto espaço de tempo.
Além do modo single-player, o jogo pode ser jogado cooperativamente com outro jogador. Como em Saints Row 2, o segundo jogador pode participar em todas as missões e atividades, ganhando crédito para a sua conclusão. Certas atividades prevêem regras diferentes quando um segundo jogador está presente, por exemplo, na atividade Anjo da Guarda, o segundo jogador terá que controlar o tigre no banco de trás enquanto o primeiro jogador conduz. Devido ao foco sobre os modos para um jogador e cooperativo a Volition, Inc. retirou o multiplayer competitivo para este título.

### Estrutura das Missões
Em jogos anteriores de Saints Row, o jogador seria capaz de abordar cada uma dos três gangues rivais ao longo de histórias separadas que finalmente culminariam numa conclusão final. Em The Third, o enredo entre os três grupos estão interligados, e as decisões que o jogador faz para lidar com uma facção pode alterar o comportamento de outras facções para o jogador ou missões que podem estar disponíveis mais tarde. Os desenvolvedores se concentraram no desenvolvimento de um enredo em aberto, a maioria das missões de historia podem ser concluídas em várias maneiras, e as decisões que o jogador faz sobre estas missões acabará por afetar o final do jogo.

## Desenvolvimento
The Third foi idealizado no início de setembro de 2008, nos estágios iniciais de produção. Uma apresentação foi realizada pela THQ em fevereiro de 2009, onde a sua linha para os próximos anos foi anunciada. A apresentação anunciou que o The Third foi projetado para o ano financeiro de 2011. Numa entrevista para a edição de dezembro 2009 da revista Game Informer, o vice-presidente da THQ, Danny Bilson, anunciou que The Third' tinha estreia na feira E3 2010, e que manteria o estilo dos seus antecessores.
Durante a E3 2010, ele revelou que o jogo não iria estrear lá, mas em vez disso ser mostrado no Spike Video Game Awards em dezembro. Ele também revelou que a THQ planeia lançar um filme de Saints Row, bem como de mercadorias diversas, como um jogo de cartas colecionáveis e livros. Na E3, a THQ anunciou Saints Row: Drive-By. Era para ser lançado na Nintendo 3DS e PlayStation Network e na Xbox Live, como parte de uma estratégia de marketing para o The Third. Durante a Spike Video Game Awards, Volition, Inc. anunciou inSANE, uma colaboração com Guillermo del Toro, em vez de The Third. Foi anunciado oficialmente para o Q4 de 2011 em 2 de março de 2011, num comunicado de imprensa pela THQ. Em maio de 2011, THQ anunciou que The Third empatou Saints Row: Drive-By tenha o seu desenvolvimento sido cancelado.
Quanto ao motor de jogo, representantes da Volition, Inc. disseram o seguinte: "No que diz respeito a considerações sobre Geo-Mod 2, temos essa pergunta muito compreensivelmente, e a resposta é sim, nós consideramos mas acabou por não ter entrando. Nesse sentido por duas razões. Uma, teria sido muito, muito difícil de fazer. teria sido possível, mas difícil. Dois, eu acho que você poderia fazer o argumento de que entregar esse nível de destruição sem dúvida cria um jogo que é diferente para o que os fãs da franquia têm vindo a esperar". Isso significa que Saints Row: The Third não vai usar o Geo-Mod de qualquer maneira possível.

## Recepção

### Criticas Profissionais
A Official Xbox Magazine atribuiu ao jogo a pontuação de 9.5 em 10. Eles elogiaram o jogo pela sua ação de mundo aberto, momentos de acção superior, auto-consciente senso de humor e diversão multiplayer e cooperativo. Sua maior queixa era de que as missões da história em si não permite muita criatividade ou improvisação à maneira que o mundo aberto faz.
A revista Play atribuiu ao jogo 88/100, afirmando: "Ele tem seus problemas, tem seus inconvenientes, mas Saints Row: The Third é uma devassa total, um saco totalmente cheio de risos. É difícil não gostar de qualquer jeito, e ainda mais difícil não gostar de como uma campanha bastante agradável.".
O site 1UP descreve que "Saints Row: The Third é o mais jogo mais louco que você já jogou. Nunca tínhamos visto um jogo tão cheio de coisas como trabalhadores do sexo, cameos de celebridades bizarras, e cenas de topo como este antes (...) pondo de lado a parte medíocre, não obstante, Saints Row: The Third é tão louco que você não se pode enganar com este jogo - desde que você não seja do tipo que gostaria de receber o jogo conscientemente com senso de humor juvenil."
O site IGN atribui uma nota de 8.5/10 para a versão Xbox 360 afirmando que: "Ultimas Noticias: As pessoas acham o sexo e a violência divertidos. Saints Row: The Third dá ao povo o que eles querem e atira-nos para um parque temático adulto de mundo aberto onde podemos deliciarmo-nos com atos de derramamento de sangue e perversão. Ele [o jogo] não se leva demasiado a sério e só pede para você não o fizer também."
A Eurogamer Portugal atribui uma nota de 7/10 referindo que: "Contudo, por muito divertido que seja, Saints Row: The Third fica aquém daquilo que poderia ter sido. De inovador não tem nada, e isso era algo fundamental para que a série pudesse sair da sombra de Grand Theft Auto. Se calhar alguns até preferem, ou vão ficar a preferir depois de jogarem, o título da Volition em relação ao da Rockstar, mas a verdade é que Saints Row: The Third apenas pega naquilo que já conhecemos e adiciona-lhe dildos e entradas a pés juntos em veículos. Com isto, ganha o título de jogo mais maluco do ano. Ou talvez não. Shadows of the Damned consegue exceder-se ainda mais neste aspeto."

### Vendas
Em 2 de novembro de 2011, Brian Farrell da THQ anunciou que Saints Row: The Third já é o título mais pré-encomendado na história da série. Na verdade, o jogo tem quatro vezes o número de pré-encomendas de Saints Row 2 tinha duas semanas antes de seu lançamento. A THQ estima que o jogo tenha lançado com mais de 3 milhões de unidades antes do ano fiscal da editora que termina em março de 2012. Em comparação, Saints Row 2, lançado em outubro de 2008 e vendeu 2,6 milhões até o final do ano fiscal.